# Veľký Cetín
Veľký Cetín (allemand : Großzettin) est un village de Slovaquie situé dans la région de Nitra.

## Histoire
Première mention écrite du village en 1239.

## Démographie

### Évolution de la population
| Année:               | 1994. | 2004.   | 2014.   | 2024.   |
| -------------------- | ----- | ------- | ------- | ------- |
| Nombre de personnes: | 1740  | 1692    | 1591    | 1607    |
| Différence:          |       | -2,75 % | -5,96 % | +1,00 % |

| Année:               | 2023. | 2024.   |
| -------------------- | ----- | ------- |
| Nombre de personnes: | 1610  | 1607    |
| Différence:          |       | -0,18 % |